# Gan (film 1953)
Gan (“oche selvatiche”)   è un film del 1953 diretto da Shirō Toyoda.
Il soggetto è basato sul romanzo omonimo di Mori Ōgai.

## Trama
Una donna riesce a saldare il suo debito coll’usuraio Suezō non con danaro, ma procacciandogli un amante, che egli, che abita con la moglie e i figli, mantiene in un altro appartamento appositamente preso in affitto, dove l’amante vive in una specie di reclusione.
Otama aveva avuto un legame con un uomo, che, dopo che si era scoperto che aveva già una famiglia, l’aveva abbandonata. Le viene proposto di diventare la protetta particolare di un rispettabile commerciante di tessuti, vedovo: Otama, a malincuore, accetta, per liberarsi dallo stato di semi-indigenza in cui vive coll’anziano padre, che è a conoscenza della proposta e la avalla.
Il commerciante vedovo non è altri che Suezō, e la due volte ingannata Otama non tarda ad accorgersi della reale situazione famigliare del suo protettore, e della sua occupazione, che la rende malvista, in quanto “amante dell’usuraio”, dal vicinato.
Il giovane e brillante studente di medicina Okada, peraltro cliente dell’usuraio, nella sua passeggiata quotidiana sfila regolarmente davanti alla casa di Otama, ed un giorno la aiuta a liberarsi da un serpente che insidiava l’uccellino ingabbiato, volatile che Suezō, peraltro sinceramente affezionato all’amante (oltre che alla moglie), le aveva regalato.
Otama sogna un futuro caratterizzato da un libero rapporto paritario con Okada, che, da parte sua, non è per nulla indifferente al fascino della ragazza, per quanto un compagno di studi del giovane, lo smaliziato Kimura, gli avesse nel frattempo prospettata come contraria alle convenzioni sociali del tempo la relazione fra un uomo di scienza ed una mantenuta.
Frattanto si presenta ad Okada l’agognata l’opportunità, coronamento del suo sogno di perfezionamento professionale, di partire per l’Europa in qualità di assistente di un rinomato medico.
Otama, decisa a lasciare Suezō anche a costo di una perdita finanziaria per sé e per il padre, esce di casa e riesce a scorgere Okada mentre, festeggiato dai compagni di università, si avvia verso l’Europa. Da uno stagno nelle vicinanze, un’altra specie di volatili, uno stormo di oche selvatiche, use alla libertà, prende il volo.